# Ла-Валле-Агордина
Ла-Валле-Агордина (итал. La Valle Agordina) — коммуна в Италии, располагается в провинции Беллуно области Венеция.
Население составляет 1208 человек (2008 г.), плотность населения составляет 25 чел./км². Занимает площадь 48 км². Почтовый индекс — 32020. Телефонный код — 0437.
Покровителем коммуны почитается святой Архангел Михаил, празднование 5 августа.

## Демография
Динамика населения:

## Администрация коммуны
- Официальный сайт: http://www.comune.lavalleagordina.bl.it/